# 克雷西-拉沙佩勒
克雷西-拉沙佩勒（法語：Crécy-la-Chapelle，法語發音：[kʁesi la ʃapɛl] ⓘ），法国中北部城市，法兰西岛大区塞纳-马恩省的一个市镇，隶属于莫城区，其市镇面积为15.8平方公里，2022年1月1日时人口数量为4,881人，在法国城市中排名第2,419位。
克雷西-拉沙佩勒位于塞纳-马恩省中北部，大莫兰河右岸，由布里地区克雷西和拉沙佩勒叙克雷西两个市镇合并而成，20世纪末随着通勤铁路的建成而逐渐发展成为巴黎东部的一个远郊卫星城。

## 地名来源
“克雷西”一名最初于公元7世纪，以的形式出现，来源于拉丁语，意为“铁铺”；意为“小圣堂”。

## 历史
克雷西-拉沙佩勒成立于1972年10月1日，由布里地区克雷西和拉沙佩勒叙克雷西两个市镇合并而成。
历史上两地均长期为普通村落，公元9世纪末诺曼人入侵时曾烧毁了这一地区，中世纪后，克雷西成为一处封建领主的土地，后者在此建有私人宅邸，隶属于香槟伯国。1779年，当地建成了圣乔治教堂（Église Saint-Georges）。法国大革命后，克雷西-拉沙佩勒划为塞纳-马恩省。二战后，随着通勤铁路的开通，克雷西-拉沙佩勒逐渐发展成为巴黎东部的一处远郊卫星城。

## 地理

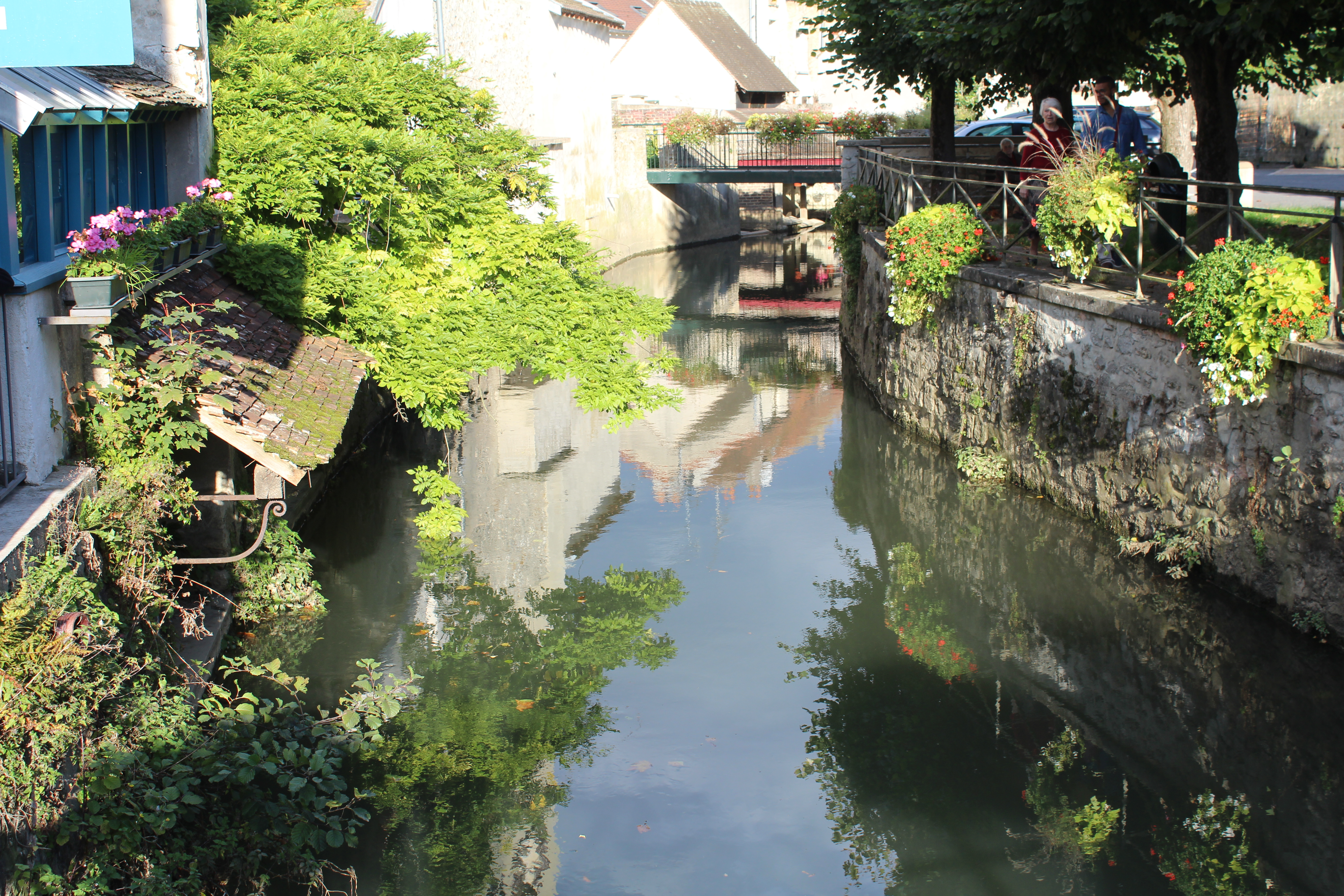
大莫兰河

克雷西-拉沙佩勒位于法国中北部，法兰西岛大区东部和塞纳-马恩省中北部，距离省会默伦大约43公里。与克雷西-拉沙佩勒接壤的市镇包括：桑西、蒂若、莫兰河畔维利耶、武朗日斯、布勒尔、库伊蓬托达姆、库洛姆、盖拉尔、布里地区迈松塞勒。

### 地形
克雷西-拉沙佩勒位于大莫蘭河右岸，境内以浅丘为主，全境海拔在45到157米之间。

### 水文
大莫蘭河自东南向西流经境内，该河是塞纳河的支流。

### 植被
克雷西-拉沙佩勒属于温带落叶林区，市区东侧为克雷西-拉沙佩勒森林（Forêt de Crécy-la-Chapelle），此外林地也大量分布于大莫兰河右岸。

### 气候
克雷西-拉沙佩勒在柯本气候分类法中属于温带海洋性气候。

## 行政区划
克雷西-拉沙佩勒是法国法兰西岛大区塞纳-马恩省的一个市镇，编号为77142。克雷西-拉沙佩勒隶属于莫城区、塞里县和库洛米耶-布里地区城市圈公共社区。
法国国家统计与经济研究所（简称）在进行数据统计时，将克雷西-拉沙佩勒划入巴黎城市区范围内。同时，还将克雷西-拉沙佩勒市镇分为了19个“块区”（IRIS），以便于统计人口分布情况。

## 交通

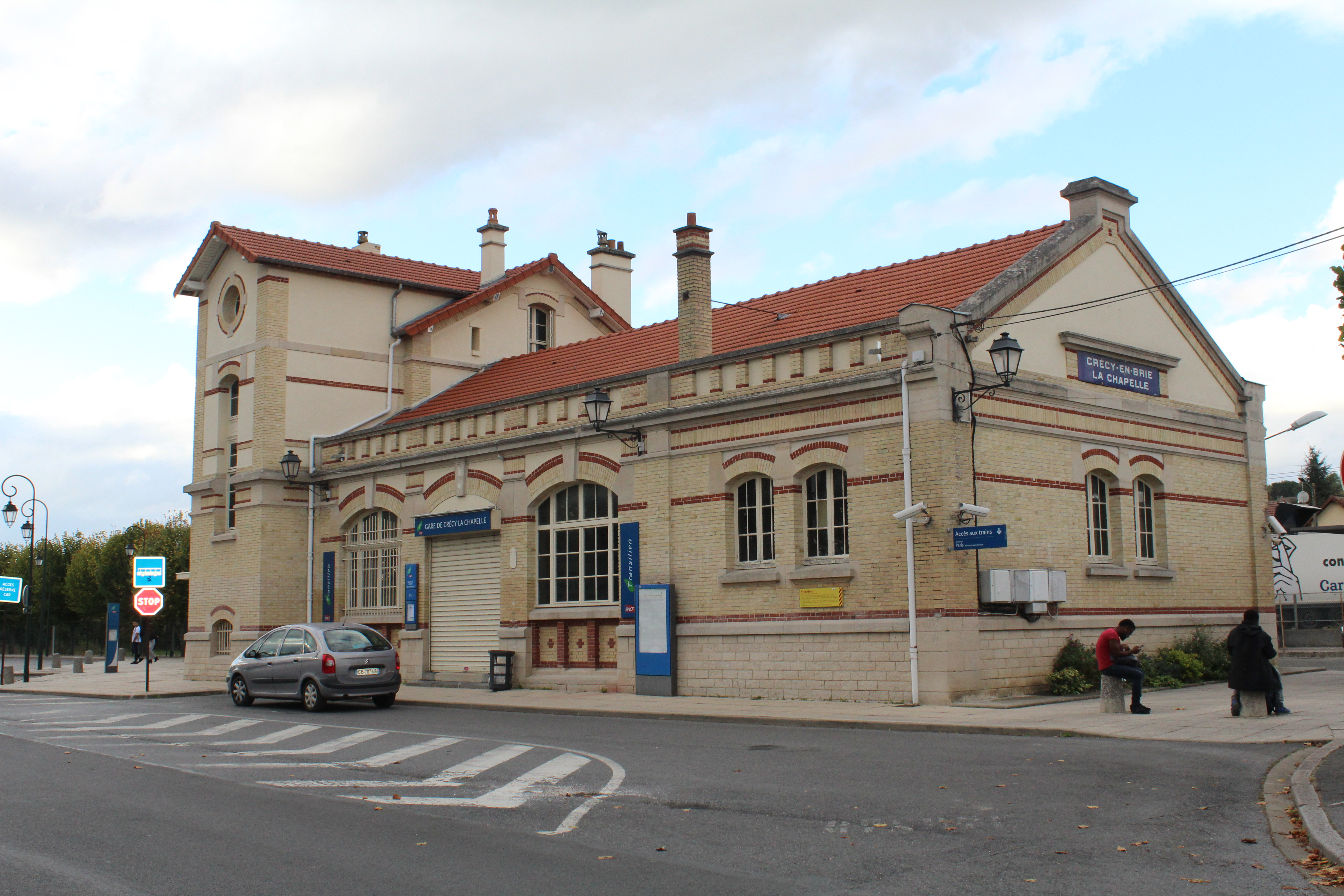
克雷西-拉沙佩勒火车站

### 公路
法国A4高速公路经过克雷西-拉沙佩勒市区西部约4公里处，通过15和16号出入口与市区连接，此外多条塞纳-马恩省省道在克雷西-拉沙佩勒境内交汇，塞纳-马恩省城际客运下属的17号线（连接马恩拉瓦莱-谢西站和库洛米耶）经过并停靠克雷西-拉沙佩勒。
2017年，78%的克雷西-拉沙佩勒家庭拥有至少一辆的私人汽车。2018年，克雷西-拉沙佩勒境内共发生各类交通事故2起，造成2人受伤。

### 铁路
克雷西-拉沙佩勒是埃斯布利－克雷西-拉沙佩勒铁路的终点站，该铁路开行轻轨列车，属于法兰西岛大区列车P线的一部分，乘客可通过前往埃斯布利换乘普通区域列车前往巴黎市区。除外，该铁路线的倒数第二站维利耶-蒙巴尔班站也位于克雷西-拉沙佩勒境内。

### 航空
距离克雷西-拉沙佩勒最近的民用航空站为巴黎戴高乐机场，距离克雷西-拉沙佩勒市中心的公路里程约55公里。

### 城市公共交通
克雷西-拉沙佩勒是马恩河与莫兰河城市公共交通（商业名称为）的服务范围，后者为一个城市兼城际公共交通系统。截至2020年11月，该系统共有5条公交线路经过克雷西-拉沙佩勒市区内。

## 政治

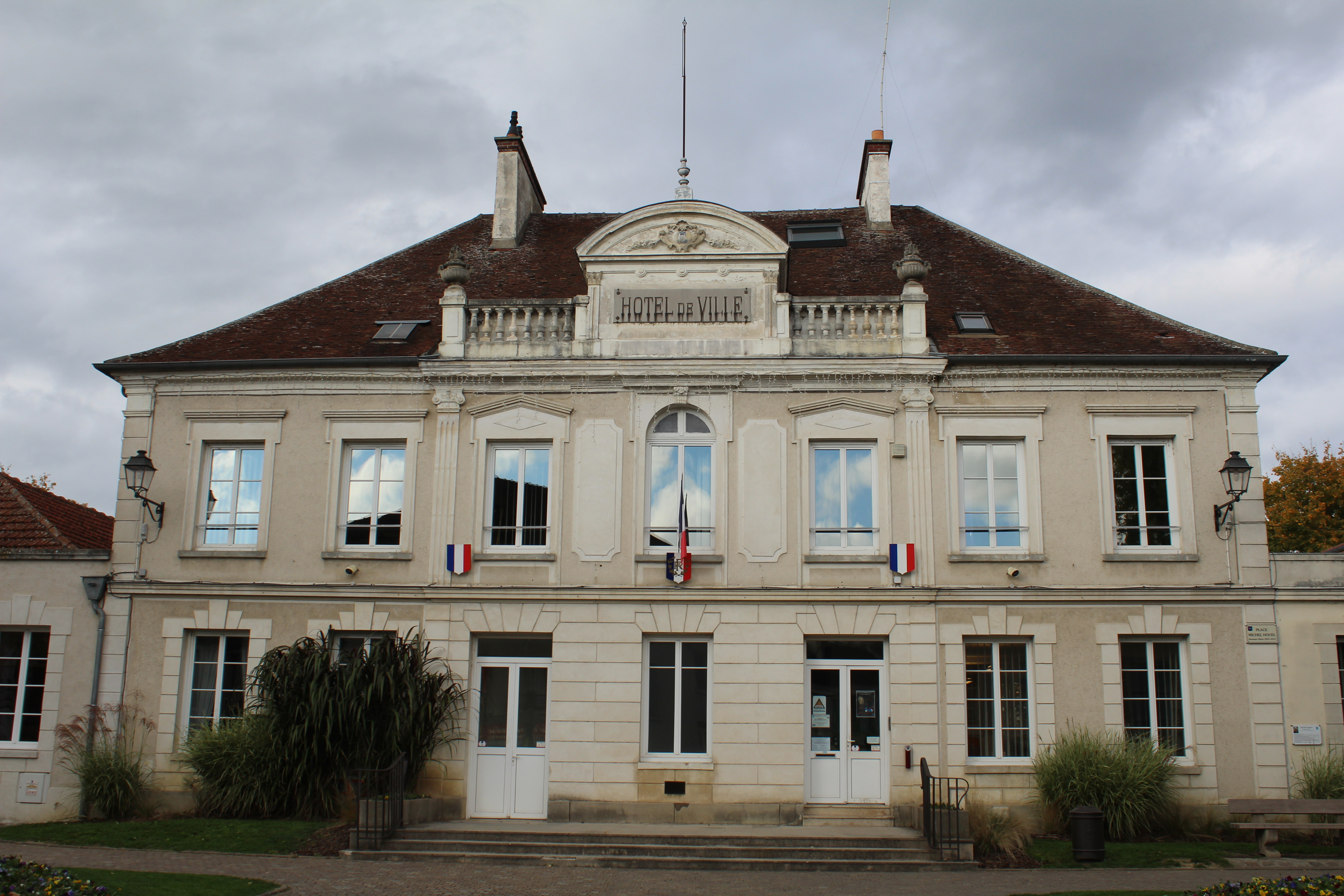
克雷西-拉沙佩勒市政厅

克雷西-拉沙佩勒的现任市长为贝尔纳·卡鲁热先生（Bernard Carouge），他是一名无党派人士，在2020年的市政选举中获得了46.06%的支持率。
在2017年的法国总统大选中，法国第25任总统埃马纽埃尔·马克龙在克雷西-拉沙佩勒获得了57.6%的支持率。

## 人口
2017年，克雷西-拉沙佩勒市镇人口数量为4,531，在法国排名第2,419位。其中男性2,232人，女性2,299人，75岁及以上人口占6.4%，外籍人口数量为948人，人口密度为287人/平方公里，当地居民被称为（男性）或（女性）。2018年，克雷西-拉沙佩勒境内出生50人，死亡人口45人。
| 年份   | 1936 | 1946 | 1954  | 1962  | 1968  | 1975  | 1982  | 1990  | 1999  | 2006  | 2007  | 2008  | 2013  | 2017  |
| ------ | ---- | ---- | ----- | ----- | ----- | ----- | ----- | ----- | ----- | ----- | ----- | ----- | ----- | ----- |
| 人口數 | 932  | 945  | 1,026 | 1,028 | 1,008 | 2,193 | 2,413 | 3,222 | 3,851 | 4,029 | 4,056 | 4,083 | 4,253 | 4,531 |

## 经济
克雷西-拉沙佩勒是一个区域性的中心城市，当地共有各类用人单位826家，其中99.78%为中小型企业（PME），平均历史为14年，行政、医疗及社会服务是当地的主要就业岗位类型。

## 财政收入
2018年，克雷西-拉沙佩勒的财政收入总额为4,726,850欧元，财政支出总额为4,073,740欧元，当年的债务总额为3,997,490欧元。
2015年，克雷西-拉沙佩勒的人均月收入总额为2,815欧元，其中高职人员为4,694欧元，普通职员为2,113欧元。
2017年，克雷西-拉沙佩勒境内的青壮年（15至64岁）失业率为7.6%，当地59.6%的家庭拥有纳税资格。

## 社会事务

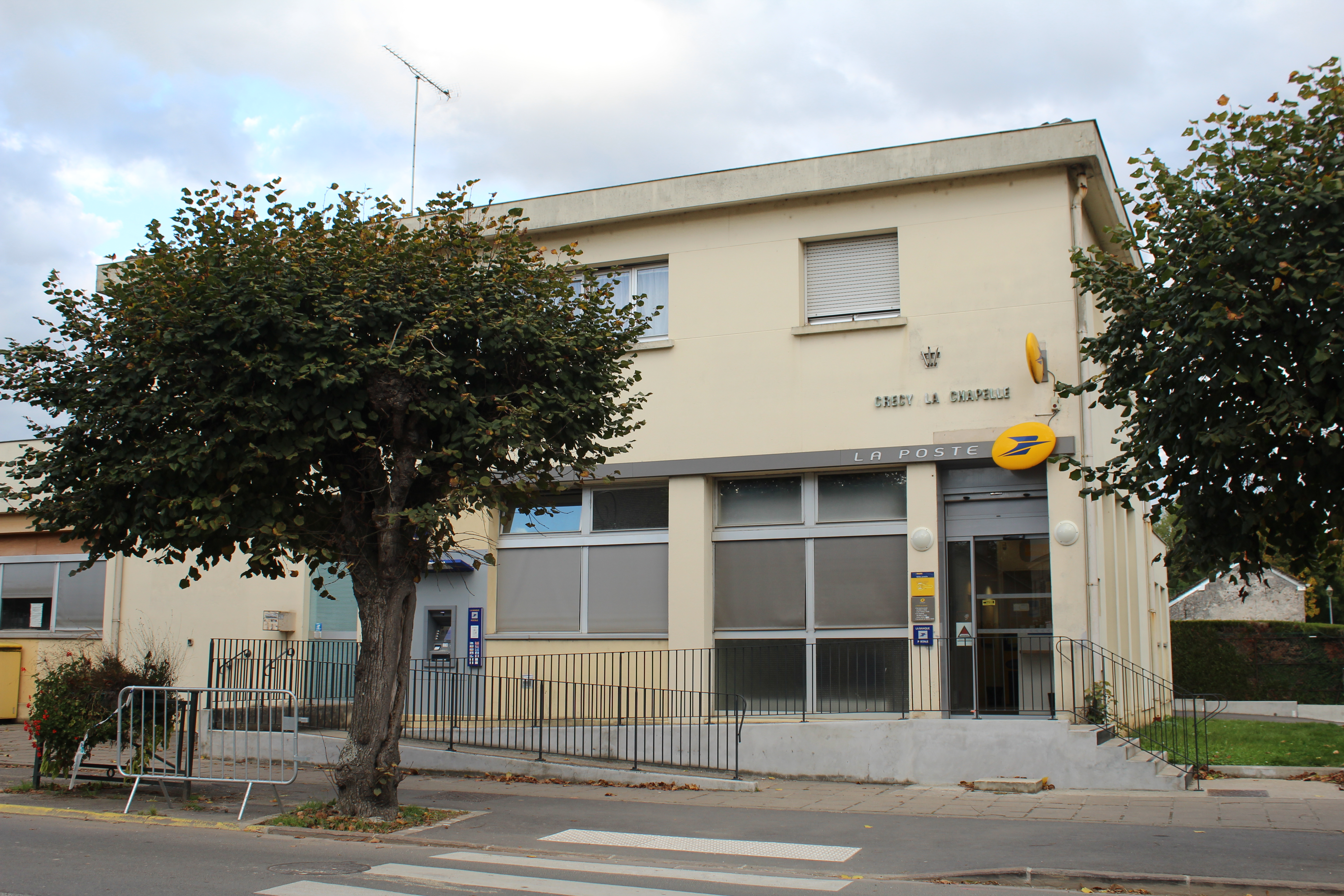
克雷西-拉沙佩勒的邮局

### 教育
克雷西-拉沙佩勒属于克雷泰伊学区。截止2019年1月1日，克雷西-拉沙佩勒境内共有1所幼儿园、2所小学和1所初级中学。2018至2019学年度，克雷西-拉沙佩勒境内共有在校中等教育阶段学生760名。

### 医疗
截止2019年1月1日，克雷西-拉沙佩勒境内共有全科医生28名、保健师5名、牙医2名和护士7名。境内共有药房3家和养老院1家。
东法兰西岛大区大医院（Grand Hôpital de l'Est Francilien）是法国的一个区域性医疗机构，其下属的马恩拉瓦莱病区位于若西尼境内，距离克雷西-拉沙佩勒市区约15公里，设有床位666个，是当地规模最大的公立综合性医院。

### 住房
2017年，克雷西-拉沙佩勒境内共有各类住房2,263套，其中65.5%为独立式居民区，33.6%为集中式居民区。常住房屋占克雷西-拉沙佩勒市镇范围内居民建筑总量的86.1%。

### 商业
2018年，克雷西-拉沙佩勒境内共有各类商铺397家，其中餐饮服务类160家。市区西部建有开放式商业街区，Intermarché在此开有分店。

### 体育
2019年，克雷西-拉沙佩勒境内共有1家游泳池、1间体育馆、1座综合体育场、3处网球场、1处足球或橄榄球场以及1处高尔夫球场。
克雷西地区足球俱乐部（Football Club du Pays Créçois）是当地的一支足球队，2020至2021赛季参加塞纳-马恩省的足球联赛。

### 环境
克雷西-拉沙佩勒的环境事务由其所属的公共社区负责。2018年，克雷西-拉沙佩勒境内暂无污染企业。

### 治安
2014年，克雷西-拉沙佩勒及附近地区共发生各类案件4,712起，其中盗窃类案件3,060起，经济类案件436起，毒品交易类案件250起。

## 文化
2019年，克雷西-拉沙佩勒境内共有1家博物馆。克雷西-拉沙佩勒市政府提供多媒体中心，向公众全年开放。

### 建筑
克雷西-拉沙佩勒境内有多处法国国家文物保护单位，其中克雷西-拉沙佩勒圣母大教堂、克雷西-拉沙佩勒城堡等为当地的代表性建筑物。

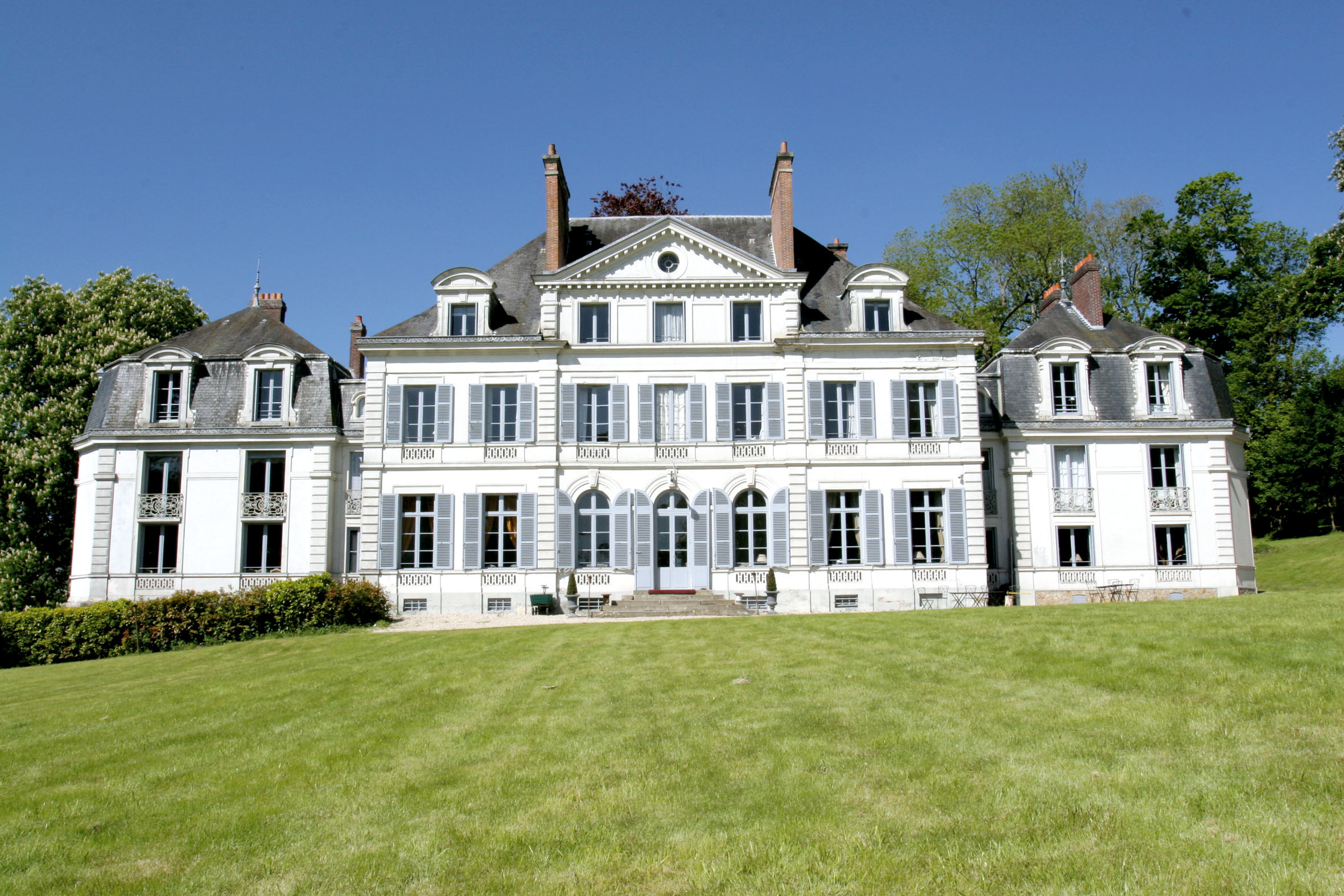
城堡
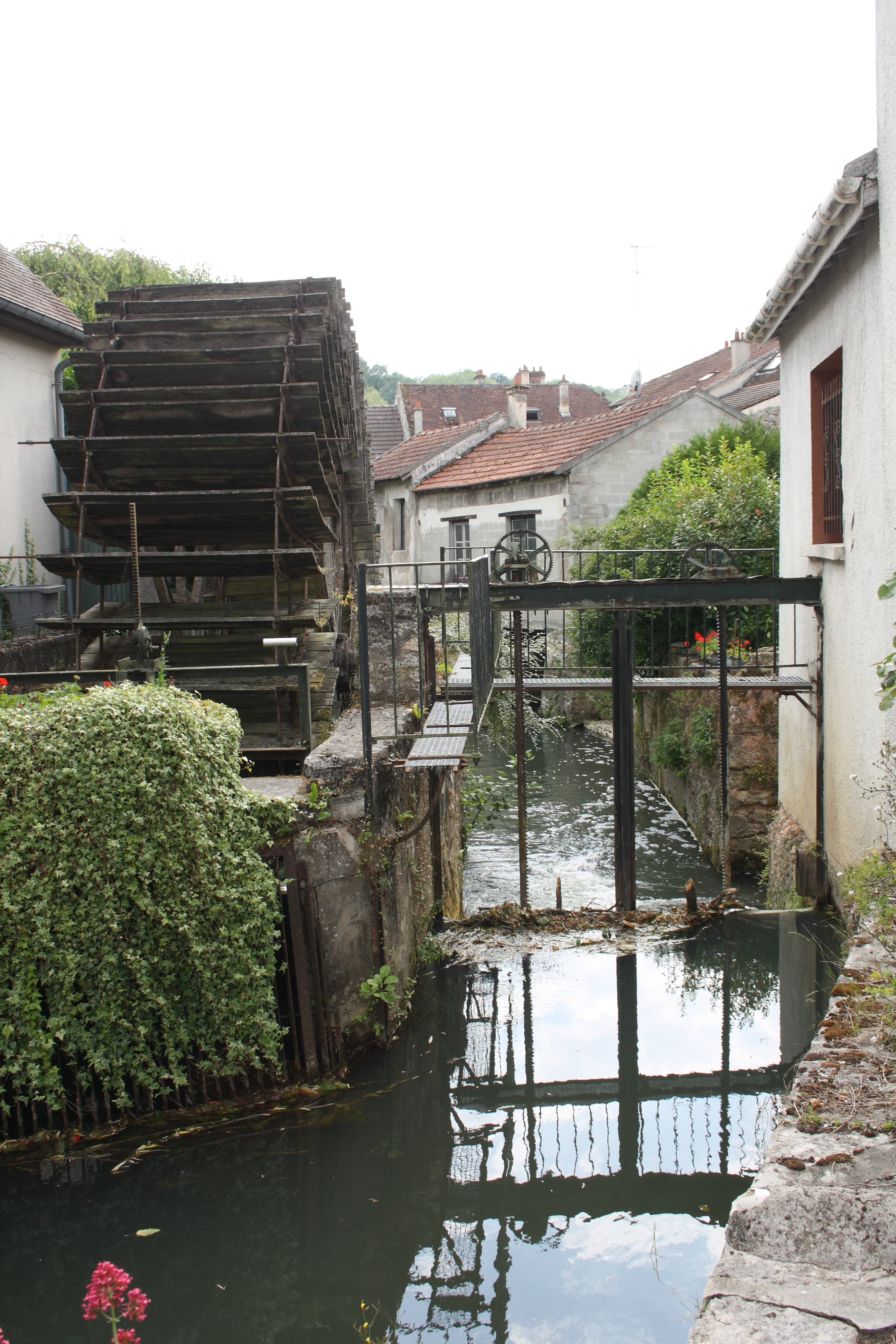
磨坊
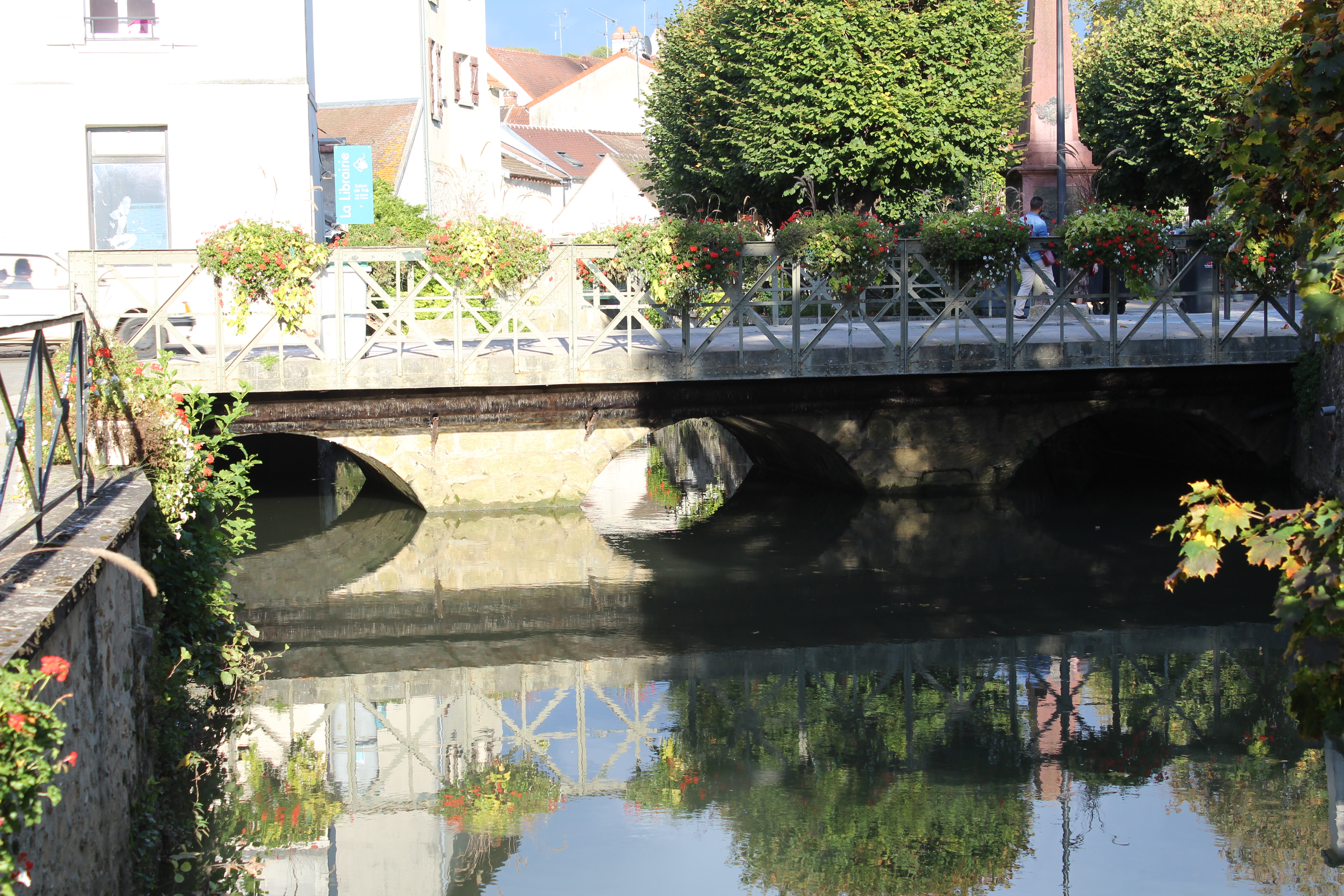
大莫兰河上的桥梁
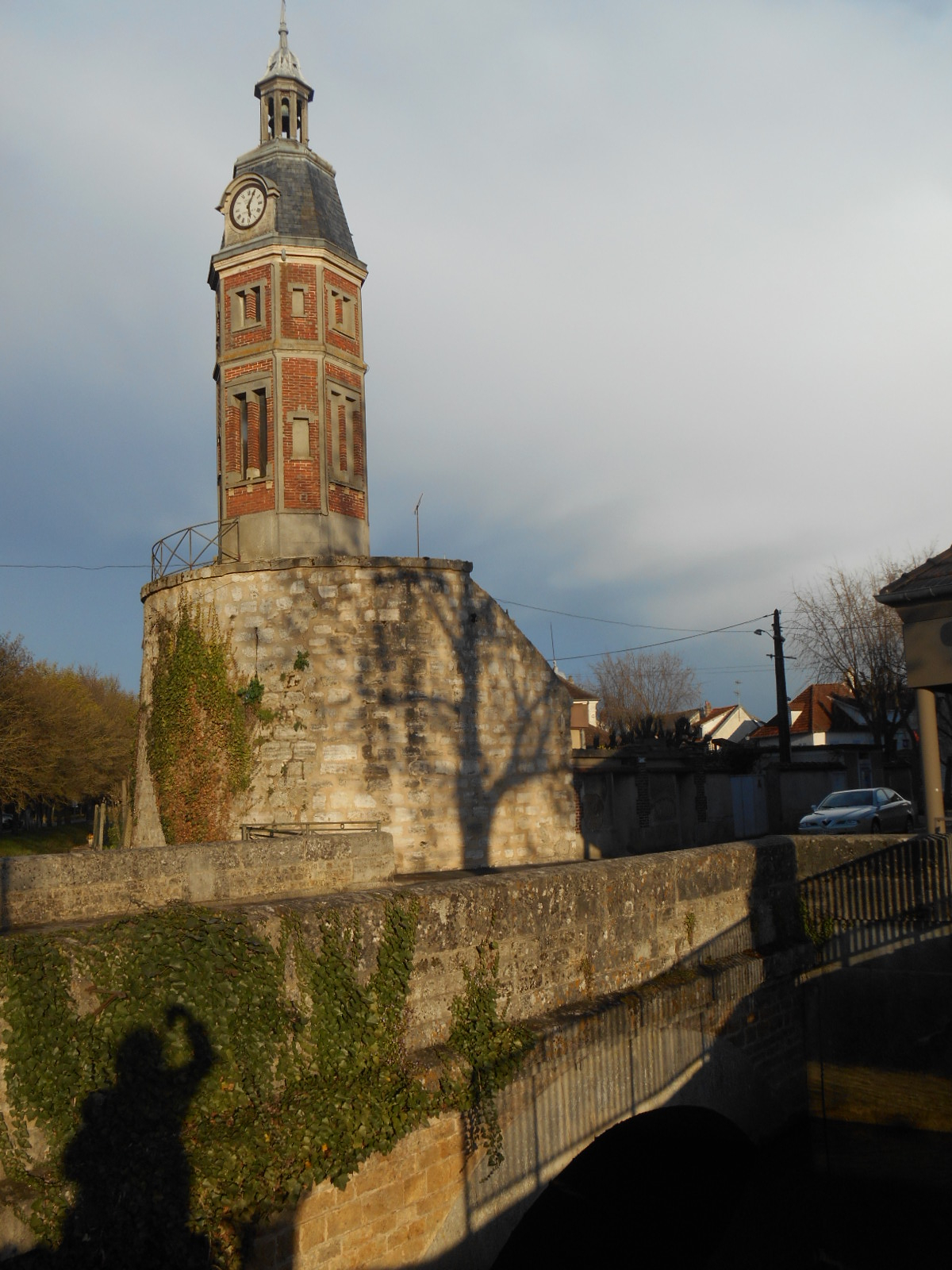
钟楼
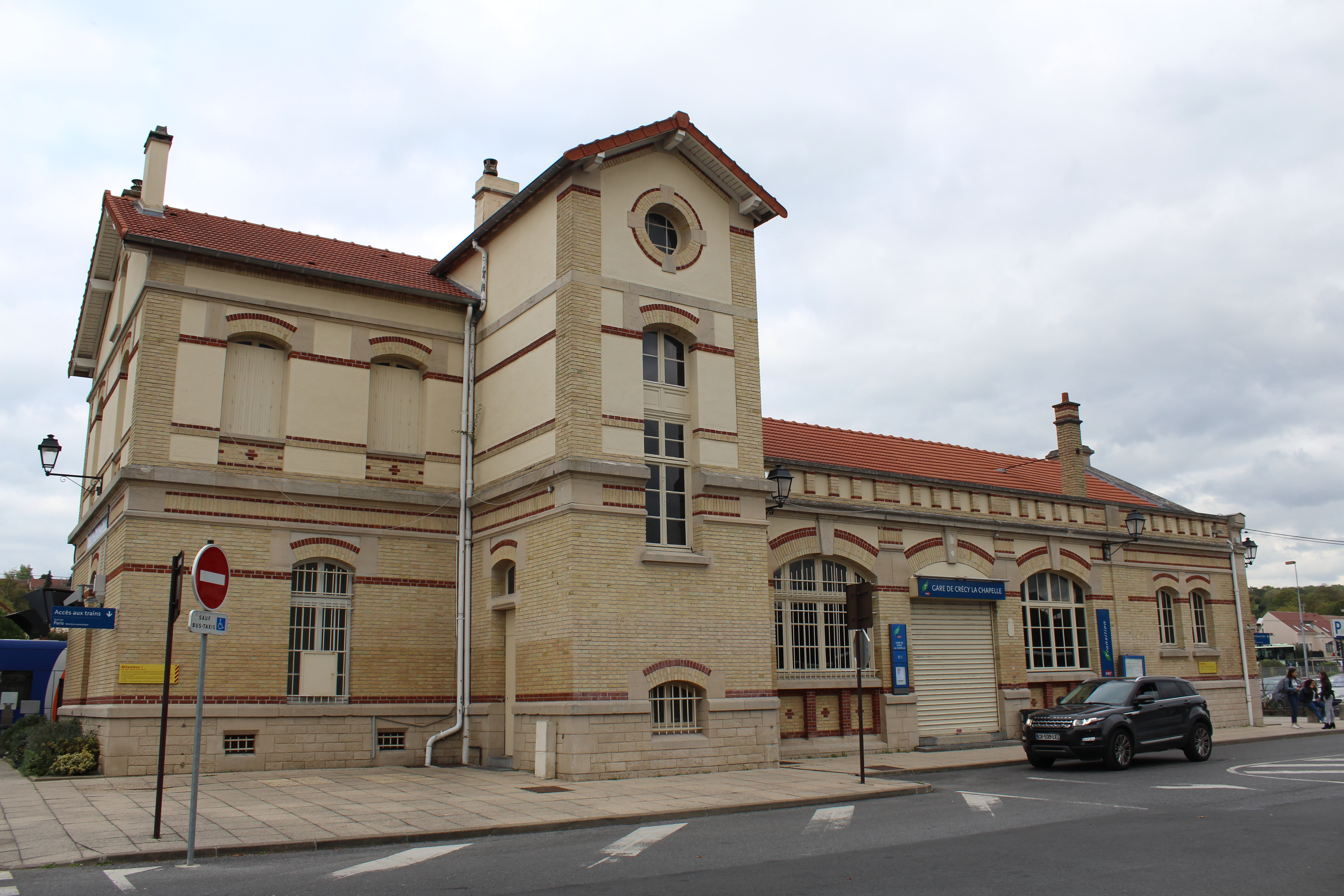
火车站

### 旅游
克雷西-拉沙佩勒的旅游事务由其所属的公共社区负责。2020年，克雷西-拉沙佩勒境内共有1个露营地，可容纳共166辆露营车。

### 媒体
法国主要的媒体均可在克雷西-拉沙佩勒接收，法国电视三台下属的法兰西岛大区频道在部分时段播出克雷西-拉沙佩勒所属区域的地方新闻。

### 影视作品
法国电视纪录片《一个法兰西乡村》曾在此取景。

## 相关人物
法国数学家夏尔·艾蒂安·路易·加谬出生于克雷西-拉沙佩勒。

## 友好城市
截至2020年11月，克雷西-拉沙佩勒共与一座城市互为友好城市关系：
- 德国 皮伦霍芬